# يوسا بوسون
بوسون أو يوسا بوسون (باليابانية: 与謝蕪村) عاش (1716-1784 م) هو شاعر ورسام ياباني. ساهم مع «إيكه نو تائيغا» في تأسيس ما عرف بـ«بونجين-غا»، وهو فن من فنون الرسم انتشر بين أوساط رجال الأدب، استوحيت هذه الفكرة من الصين، ثم أخذت طابعها الياباني المميز بفضل جهود «بوسون» ورفيقه.

## حياته
ولد بوسون في قرية كيما بالقرب من أوساكا عام 1716، وأصبح يتيما وهو في سن مبكرة. في عام 1737 م انتقل إلى إيدو (طوكيو حاليا)، لدراسة الرسم والشعر المعروف باسم هايكو، تتلمذ على يد هايانو هاجين وعاش معه في نيهونباشي، ودرس الهايكاي واتخذ في ذلك الوقت الاسم الأدبي سايتشو. كان معلمه هاجين شاعرا له أسلوب حر وطبيعي وكان قد تتلمذ على يد اثنين من طلاب ماتسوو باشو وهما: كيكاكو ورانسيتسو. بعد وفاة أستاذه هاجين في عام 1742، ساعده تلميذ أكبر سنا منه يُدعى غانتو في الانتقال إلى يوكي فيما يعرف الآن بمحافظة إيباراكي. تجول لبعض الوقت بين المقاطعات اليابانية في الشمال، وصقل مهاراته في الرسم والهايكاي وسافر حتى وصل إلى توهوكو، ليستقر في العاصمة كيوتو سنة 1751. وألّف بتشجيع من غانتو مجموعة شعرية باسم "أوتسونومييا سايتانتشو (قصائد رأس السنة الجديدة في أوتسونومييا)"، وكان ذلك الوقت الذي تبنى فيه لأول مرة اسم بوسون. ونظرا لقلة موارده المالية في عام 1757، قام بفتح ورشة لصناعة الحواجب الخشبية (نوع من الأثاث يتخذ لستر جزء من الغرفة)، وأسس بوسون جمعية للهايكاي في عام 1766 في كيوتو. اتخذ بوسون لنفسه الاسم الأدبي "ياهانتي" في عام 1770، وهو اسم استخدمه هاجين سابقا، وأصبح معلما رسميا للهايكاي في كيوتو. توفي بوسون في عام 1784، عن عمر يناهز 68 عاما.

## أعماله
- كان له حس خاص بالطبيعة ويظهر ذلك بوضوح من خلال اللوحات التي أنجزها، لعب دورا مهما في تجديد النظرة التقليدية للطبيعة عن طريق لوحات الحبر الصيني ذات التعبيرات المتحررة، ويمكن معاينة أحد أبرز أعماله من خلال مجموعة الحواجب الخشبية العشرة (جو بن جو جي)، والتي قام بإنجازها مع رفيقه «إيكه نو تائيغا».
- كرس «يوسون» نفسه للشعر أيضا، وتزعم حركة كانت تهدف إلى إعادة تأهيل «باشو» (أو شعر الـ«هايكو» الأصيل)، كان يريد أن يقضى على النزعات الجديدة، والتي أرادت أن تفرض نظرتها السطحية على شعر الـ«هايكو». لم ترق أشعار «بوسون» إلى مرتبة العمق والروحانية الذين ميزا أشعار «باشو»، إلا أنه كان يتميز بحس وصفي فريد وقدرة كبيرة على الإيحاء والتورية، أهله ذلك أن يصبح من كبار الشعراء في عصره.
- اشتهر «بوسون» وإلى عهد قريب، بموهبته في فن الرسم، وبقي في ذهن الناس مقرونا بتأسيس الـ«هائيغا»، الذي جمع بين الرسم والأدب. بعد أن قام الشاعران المعاصران «ماسا-أوكا شيكي» و«هاغي-وارا ساكوتارو» بإعادة التعريف بأعماله الشعرية، استرجع مكانه أخيرا بين أعمدة شعر الـ«هايكو» في اليابان.

## روابط خارجية
- يوسا بوسون على موقع الموسوعة البريطانية (الإنجليزية)
- يوسا بوسون على موقع ميوزك برينز (الإنجليزية)